# Anisodes fantomaria
Anisodes fantomaria là một loài bướm đêm trong họ Geometridae.